# サンタニェッロ
サンタニェッロ（イタリア語: Sant'Agnello）は、イタリア共和国カンパニア州ナポリ県にある、人口約9,100人の基礎自治体（コムーネ）。

## 地理

### 位置・広がり
ソレント半島のコムーネである。市街は北海岸（ナポリ湾側）に位置しており、ソレントから東北東へ約2km、アマルフィから西へ約17km、州都・県都ナポリから南南東へ約27kmの距離にある。

#### 隣接コムーネ
隣接するコムーネは以下の通り。
- ピャーノ・ディ・ソッレント
- ソレント